# نیشینا (دهانه)
نیشینا یک دهانه برخوردی در ماه‌ است.

## دهانه‌های اقماری
این دهانه ۱ دهانه اقماری دارد.
| Nishina | عرض جغرافیایی | طول جغرافیایی | قطر          |
| ------- | ------------- | ------------- | ------------ |
| T       | ۴۳.۷° S       | ۱۷۴.۴° W      | ۲۸.۰ کیلومتر |